# МАЗ-5516
МАЗ-5516 — самосвал с колёсной формулой 6х4, выпускаемый Минским автозаводом с 1994 года.
МАЗ-5516 выпускается с двумя вариантами кабины: с короткой и длинной. Вариант с кабиной без спального места имеет индекс МАЗ-551603
Самая распространённая модификация модели — МАЗ-551605, машина оснащена двигателем ЯМЗ-238ДЕ2 в 330 л. с.
МАЗ-551608-236 это модификация для перевозки зерна. Отличие от базовой модели заключается в возможности двусторонней боковой разгрузки. Кроме того, в этом автомобиле увеличен объём кузова до 22 м³ и, следовательно, увеличена грузоподъёмность, которая составляет 20 тонн. Совместно с этим автомобилем может применяться трёхосный прицеп с таким же объёмом. На самосвале МАЗ-551608 установлен двигатель ЯМЗ-7511 мощностью 400 лошадиных сил.
Изготавливается также шасси МАЗ-5516.
С 2008 года автомобили начали оснащать двигателями ЯМЗ-6582.10 (модернизированный ЯМЗ-238ДЕ2 с новым обозначением) мощностью 330 л. с., которые соответствуют стандарту Евро-3. Этот автомобиль носит название МАЗ-5516А5.
МАЗ-5516А8 имеет двигатель ЯМЗ-6581.10 Евро-3 в 400 л. с. Остальные данные те же, что и на автомобиле МАЗ-551608.